# Park Narodowy „Beringia”
Park Narodowy „Beringia” (ros. Национальный парк „Берингия”) – jeden z największych parków narodowych Rosji. Znajduje się w Czukockim Okręgu Autonomicznym, nad Morzem Beringa i Morzem Czukockim, w najdalej na północny wschód wysuniętej części Rosji. Jego obszar wynosi 18 195 km². Nazwa parku nawiązuje do Beringii – lądu łączącego jeszcze kilkanaście tysięcy lat temu Azję z Ameryką Północną na miejscu obecnej Cieśniny Beringa.

## Historia
W czerwcu 1990 roku prezydenci Rosji i USA podpisali deklarację o utworzeniu międzynarodowego parku obejmującego Cieśninę Beringa. W 1993 roku władze okręgu powołały Regionalny Park Przyrodniczo-Etniczny, a 17 stycznia 2013 roku premier Rosji Dmitrij Miedwiediew podpisał dekret w sprawie ustanowienia Parku Narodowego „Beringia”. Jego odpowiednikiem na Alasce jest Rezerwat narodowy Bering Land Bridge.

## Opis
Park składa się z pięciu odrębnych części położonych w rejonach anadyrskim, czukockim i prowidieńskim. Zajmuje większą część dwóch ostatnich. Na terenie parku znajduje się m.in. Przylądek Dieżniowa. Siedzibą administracji parku jest Anadyr.
Teren parku to subarktyczna, bezdrzewna tundra z niewysokimi, ale stromymi górami przedzielonymi bagnistymi równinami. Wysokość gór rzadko przekracza 900 m n.p.m. Pojedyncze szczyty mają wysokość do 1200 m (Nachodnaja – 1194 m). Największe łańcuchy górskie to Genkany i Iskaten. Wybrzeże jest skaliste z klifami i zatokami oraz fiordami w południowo-wschodniej części parku. Występują tu również źródła termalne.

## Przyroda
Typowymi roślinami w parku są mchy, porosty i wierzby karłowate, w tym również endemity. Często spotykane zwierzęta to łosie, wilki, lemingi, lisy polarne, niedźwiedzie brunatne i białe. W strefie przybrzeżnej żyje kilka gatunków fok i lwów morskich. 

## Klimat
Klimat subarktyczny morski o długiej zimie i krótkim lecie. Jest ostrzejszy niż na sąsiedniej Alasce. Wynika to nie z niskich temperatur, ale z silnych wiatrów. Jest to jeden z najbardziej wietrznych regionów Rosji. Rekordowe szkwały osiągają prędkość 80 metrów na sekundę. Jest tu również duża ilość opadów – około 700 mm rocznie. Styczeń jest najzimniejszym miesiącem ze średnią temperaturą w Anadyrze –22,6 °C, średnia temperatura w lipcu to +1,6 °C.